# Tomasz Borkowy
Tomasz Karol Borkowy (ur. 17 września 1952 w Warszawie) – polski aktor filmowy, teatralny i telewizyjny, reżyser teatralny, pedagog i producent.

## Życiorys
Absolwent L Liceum Ogólnokształcącego im. Ruy Barbosy w Warszawie. W 1977 r. ukończył Państwową Wyższą Szkołę Teatralną im. Ludwika Solskiego w Krakowie.  W czasie studiów był działaczem Zrzeszenia Studentów Polskich.
Był twórcą „Młodego Teatru”, adresowanego do młodej publiczności z siedzibą w nowohuckim klubie Fama, a później jako niezależna scena w Teatrze Lalki, Maski i Aktora Groteska w Krakowie.
Jako aktor filmowy zagrał w Polsce w 11 filmach i serialach telewizyjnych, jednak znany jest głównie z roli Andrzeja Talara w serialu Dom.
W 1982 r., po wstrzymaniu serialu w czasie stanu wojennego, wyemigrował wraz z żoną Barbarą do Wielkiej Brytanii. W 1983 roku został współdyrektorem artystycznym londyńskiego Café Theatre Upstairs, gdzie reżyserował przez ponad 3 lata. W tym samym czasie uczył w londyńskiej „Academy the Drama School”.
Za namową swojego brytyjskiego agenta przybrał pseudonim sceniczny Tomek Bork, pod którym zagrał w ponad 20 brytyjskich i amerykańskich anglojęzycznych filmach oraz serialach telewizyjnych, między innymi jako Jiří w „The Unbearable Lightness of Being” (Nieznośna lekkość bytu) Philipa Kaufmana, Capitan Sorokin w „Murder on The Moon” Michaela Lindsay-Hogga, Detektyw Paweł Smorawiński w serialu „Taggart” (Scottish TV), Jan Naugi w serialu „Saracen” (ITV), Capitan Sorin w popularnym serialu Doktor Who (odcinek The Curse of Fenric, BBC) i Porucznik „Zady” Zardanowski w serialu „A Piece of Cake” (Małe piwo) (ITV).
Od 1990 związany jest z Edinburgh Festival Fringe – największym i najstarszym festiwalem teatralnym na świecie organizowanym co roku w sierpniu przez 3 tygodnie. Jest dyrektorem artystycznym Universal Arts, organizacji prowadzącej i programującej dwa teatry festiwalowe i promującej międzynarodowe spektakle na scenach świata. Wraz ze swoją drugą żoną Laurą prowadzi w Edynburgu szkołę aktorską Universal Arts.

## Życie prywatne
Z małżeństwa z Barbarą Borkowy ma syna Filipa, mieszkającego wraz z rodziną (ma córkę) na Barbadosie. Na stałe mieszka w Edynburgu. Już podczas pobytu w Szkocji, jego drugą żoną została Laura Mackenzie-Stuart, córką Johna Mackenzie Stuarta, byłego prezesa Trybunału Sprawiedliwości w Luksemburgu. Jest członkiem Szkockiej Partii Narodowej.

## Filmografia

### Serial TV
- 2000 – Naiwne pytania (21), Miłość to tylko obietnica (22), Kolejka do życia (23), Droga na skróty (24), Dziś każdy ma dwadzieścia lat (25) w serialu Dom (1980–2000; serial TV) obsada aktorska (Andrzej Talar; w czołówce podany także pseudonim: Tomek Bork)
- 1997 – Komu gra ta orkiestra (17), Trzecie kłamstwo (18), Jestem dla ciebie niedzielą (19), Powrót z dalekiej podróży (20) w serialu Dom (1980–2000; serial TV) obsada aktorska (Andrzej Talar; w czołówce podany także pseudonim: Tomek Bork)
- 1996 – Coś się kończy, coś się zaczyna (13), Ta mała wiolonczelistka (14), Długa księżycowa noc (15), Przed miłością nie uciekniesz (16) w serialu Dom (1980–2000; serial TV) obsada aktorska (Andrzej Talar)
- 1993 – Lovejoy obsada aktorska (Max; w odcinku „Taking the Pledge”)
- 1993 – Love Hurts obsada aktorska (Anatoli Popow; w odcinku „Your Money or Your Life”)
- 1992 – Second Thoughs obsada aktorska (Karel Chernay; w odcinku „Vice Principle”)
- 1991 – Sleepers obsada aktorska (radiooperator)
- 1989 – Saracen obsada aktorska
- 1989 – Doctor Who (serial TV; 1963 – 1989) obsada aktorska (kapitan Sorin; w odcinku „The Curse of Fenric”)
- 1989-1990 – Capital City obsada aktorska (stoczniowiec)
- 1988 – The One Game obsada aktorska (polski student)
- 1988 – Piece of Cake obsada aktorska („Zaddy” Zadarnowski)
- 1987 – Kto dziś tak umie kochać (12) w serialu Dom (1980–2000; serial TV) obsada aktorska (Andrzej Talar)
- 1984-2008 – The Bill obsada aktorska (Witos; w odcinku „Public and Confidential” w roku 1986)
- 1982 – Jak się łowi dzikie ptaki (8), Po obu stronach muru (9), Nie przesadza się starych drzew (10), Jedenaste: nie wychylaj się (11) w serialu Dom (1980–2000; serial TV) obsada aktorska (Andrzej Talar)
- 1980 – Co ty tu robisz człowieku? (1), Zapomnij o mnie (2), Warkocze naszych dziewcząt będą białe (3), A jeszcze wczoraj było wesele (4), Ponad 200 czwartków (5), Nosić swoją skórę (6), Zażalenie do Pana Boga (7) w serialu Dom (1980–2000; serial TV) obsada aktorska (Andrzej Talar)
- 1979: Do krwi ostatniej – żołnierz pierwszej dywizji
- 1978 – Saloniki (2) w Życie na gorąco obsada aktorska (Andreas, pomocnik Maja z greckiej opozycji)

### Film fabularny – telewizyjny
- 2012 – Jak głęboki jest ocean
- 1989 – Tailspin: Behind the Korean Airliner Tragedy obsada aktorska (major Kasmin)
- 1989 – Murder by Moonlight obsada aktorska (Sorokin)
- 1978 – Seans obsada aktorska (Grzesiek)
- 1975 – Tylko Beatrycze obsada aktorska (sługa klasztorny Urban)
- 1974 – Broda w Najważniejszy dzień życia obsada aktorska (uczeń Andrzej Wojtasik, syn przewodniczącego rady narodowej)

### Film fabularny
- 1987 – Nieznośna lekkość bytu – obsada aktorska (Jiri; w czołówce podano nazwisko: Tomek Bork)
- 1978 – Wysokie loty – obsada aktorska (Janusz, syn Średniawy)
- 1978 – Do krwi ostatniej... – obsada aktorska (Stefan Kozicki, żołnierz I dywizji)
- 1977 – Nie zaznasz spokoju – obsada aktorska (Długi)

## Nagrody
- 2024 – Nagroda TVP Polonia „Za zasługi dla Polski i Polaków poza granicami kraju”[5]